# アラバマ準州

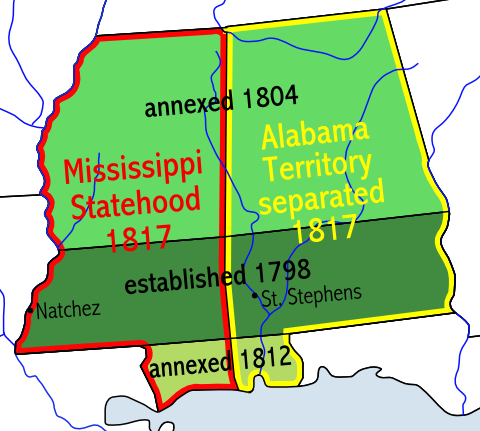
ミシシッピ準州。1817年に東側の地域がアラバマ準州として分割された。

アラバマ準州（Alabama Territory）は、アメリカ合衆国にかつて存在した準州であり、1817年3月3日にミシシッピ準州の東部地域に創設された。首都にはセント・スティーブンズが指定され、知事にはウィリアム・ワイアット・ビブが選任された。アラバマ準州は創設から2年後の1819年12月14日にアラバマ州としてアメリカ合衆国に編入され、22番目の州となった。